# ملعب خوسيه هيرنانديز
ملعب خوسيه هيرنانديز (بالإنجليزية: Estadio José Hernández)‏ هو ملعب كرة قدم يقع في قرطبة، محافظة قرطبة، الأرجنتين، يتسع لـ 31,500 متفرج.

## التاريخ
بدأ بناء الملعب في 1966.